# Paris Jackson
Pour les articles homonymes, voir Jackson.
Paris Jackson née le 3 avril 1998 à Beverly Hills (Californie), est une autrice-compositrice-interprète, actrice et mannequin américaine. Principalement connue pour être la fille de Michael Jackson, elle grandit aux côtés de ses deux frères, Prince et Bigi, au Ranch de Neverland. Depuis 2017, elle se démarque à son tour par une brillante carrière solo poursuivie dans plusieurs domaines.
Elle participe activement aux défilés de mode lors de Fashion Weeks organisées à Paris, Londres, Milan ou encore New-York en prônant des valeurs environnementales et éthiques.
Son premier album studio, intitulé Wilted, est sorti le 13 novembre 2020 et comporte le single Let Down.
Depuis 2022, elle partage sa vie avec le producteur de musique Justin Long, avec qui elle s'est fiancée, et vivent tous deux à Los Angeles, en Californie.

## Biographie

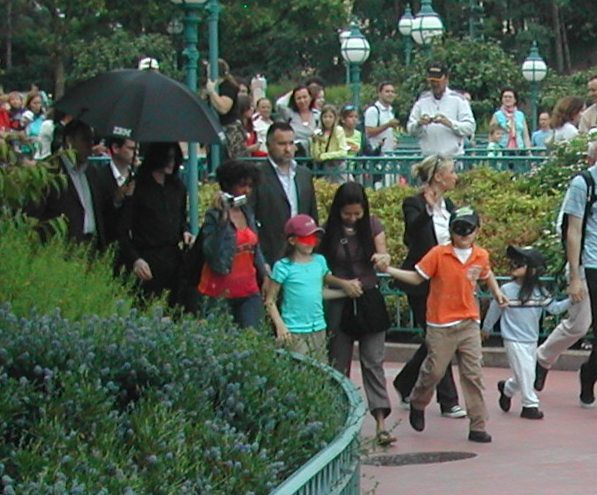
Michael Jackson et ses enfants : Paris, « Prince » et « Blanket » le 15 juin 2006 à Disneyland Paris.

### Enfance et adolescence
Paris Jackson est la benjamine des deux enfants de Michael Jackson et de Debbie Rowe. Elle a un frère aîné, Michael Joseph Jackson, Jr. dit « Prince », né le 13 février 1997. Paris et Prince ont également un demi-frère, Prince Michael Jackson II (dit « Blanket » puis « Bigi » à partir de 2015), né le 21 février 2002 d'une mère inconnue. Michael Jackson a choisi le prénom « Paris », en l'honneur de la capitale française.
À la suite du divorce de ses parents en 1999, Paris Jackson est élevée par son père, qui a obtenu la garde exclusive des enfants. Debbie Rowe a déclaré que c'était son intention et que cela était convenu avec Michael Jackson qu'il élèverait les enfants et en aurait la garde.
Elle grandit au ranch de Neverland avec ses frères. Elizabeth Taylor est sa marraine et Macaulay Culkin son parrain. Durant son enfance, elle et ses frères portent régulièrement des masques pendant leurs rares sorties publiques accompagnés de leur père pour cacher leurs visages, Michael Jackson voulant protéger ses enfants de la médiatisation. Dans une interview, sa mère Debbie Rowe a révélé que c’était elle qui avait eu l’idée que ses enfants cachent leur visage. Elle a également déclaré que cette précaution avait été prise car elle recevait des menaces d'enlèvement lorsque Prince et Paris étaient des bébés[réf. souhaitée].
Après que Michael Jackson décède subitement le 25 juin 2009, elle et ses frères sont sous la garde de leur grand-mère Katherine Jackson. Lors des obsèques de Michael Jackson, alors âgée de onze ans, elle apparaît à visage découvert aux côtés de son frère et de son demi-frère et prend la parole pour rendre hommage à son père, ne pouvant prononcer son discours sans pleurer. Elle déclare à la foule : « je veux juste dire que depuis que je suis née, papa a été le meilleur père que vous puissiez imaginer, et je veux juste dire que je l'aime… tellement ».
En 2010, Paris Jackson et ses frères donnent une interview pour l'émission d'Oprah Winfrey aux côtés de leur grand-mère Katherine et de leurs cousins. Elle et son frère Prince acceptent également, au nom de leur père, le Lifetime Achievement Award en 2010 lors de la 52e cérémonie des Grammy Awards. Avec son frère Prince, ils sont inscrits à la Buckley School, une école privée à Sherman Oaks, en Californie. Paris Jackson pratique le flag football et le softball et elle est pom-pom girl jusqu'à ce qu'elle quitte l'école en 2013. La même année, elle fait une tentative de suicide, puis elle reprend ses études dans un internat situé dans l'Utah, spécialisé dans le traitement des adolescents ayant des problèmes émotionnels, où ceux-ci n'ont pas accès aux réseaux sociaux (sur lesquels elle est constamment insultée). À la sortie de cet internat en 2015, elle désactive sur tous ses réseaux sociaux la possibilité pour les internautes de lui laisser des commentaires.

### Carrière
En 2011, Paris Jackson signe pour jouer dans le film fantastique pour enfants, Lundon's Bridge and the Three Keys, une histoire adaptée d'un livre écrit par Dennis Christen. Finalement, le projet n'aboutit pas,.
En mai 2012, elle fait la une du magazine américain People.
Paris Jackson, ses deux frères et sa grand-mère Katherine ont le projet de produire un film documentaire intitulé Remembering Michael (littéralement « En souvenir de Michael »). Ils espèrent que les coûts associés au projet puissent être financés par les contributions des fans du chanteur. En raison du tollé des fans et des médias que suscite cette méthode, Katherine Jackson décide d'arrêter la campagne. Dans ce documentaire, Paris Jackson explique que son père avait promis de lui enseigner le moonwalk mais qu'elle n'a jamais eu la chance de l'apprendre. Depuis l'arrêt de la campagne en ligne, aucune mise à jour n'a été signalée concernant ce projet, qui reste donc inabouti.
Paris Jackson fait ensuite la couverture de magazines. En janvier 2017, elle apparaît sur la couverture de Rolling Stone où elle affirme que son père a été « assassiné ».
En mars 2017, elle signe un contrat avec IMG Models,. Le même mois, elle est l'invitée vedette de la série Star. Toujours en mars 2017, elle est invitée dans l'émission The Tonight Show Starring Jimmy Fallon. Elle raconte par exemple qu'elle est fan d'Alice Cooper, que Sergent Pepper's Lonely Hearts Club Band des Beatles est le premier album qu'elle a acheté, et que le premier concert auquel elle a assisté était Michael Jackson: 30th Anniversary Celebration à New York en 2001.
En mai 2017, elle est en couverture de Teen Vogue. La même année, elle apparaît dans diverses cérémonies, principalement musicales et cinématographiques : Golden Globes, Grammy Awards, Glaad Media Awards, Fashion Los Angeles Awards, MTV Movie Awards, Met Gala, Teen Choice Awards, MTV Music Awards.
Durant la cérémonie des Grammy Awards de 2017, elle prononce un discours en hommage à son père disparu, avant d'inviter The Weeknd et les Daft Punk à se produire sur scène.
En mai 2017, elle devient l'égérie de la marque Calvin Klein pour la saison printemps-été 2018.
En novembre 2017, Paris Jackson est en France durant une quinzaine de jours. Elle passe à Paris où elle est invitée à la Fashion Week été 2018, ainsi qu'à plusieurs autres événements de mode. Elle passe aussi les 27 et 28 novembre à Rennes et à Liffré pour participer à l'enregistrement de morceaux concernant le projet musical de son amie Madeline Fuhrman.
Paris Jackson débute au cinéma dans Gringo en 2018 au côté de Charlize Theron.
Paris Jackson et Gabriel Glenn forment un duo musical appelé The Soundflowers et présentent leur premier concert lors des Canyon Sessions à Los Angeles, le 23 juin 2018, avec les chansons originales Daisy et In the Blue. Paris Jackson chante et joue du ukulélé tandis que Glenn chante et joue de la guitare acoustique,. Ensemble, ils sortent le 23 juin 2020 un album EP composé de 5 titres. 
Le 24 juin 2019, à la veille du 10e anniversaire de la mort de son père, il est confirmé que Paris Jackson participerait à la troisième saison de Scream, la série télévisée d'horreur de VH1,.

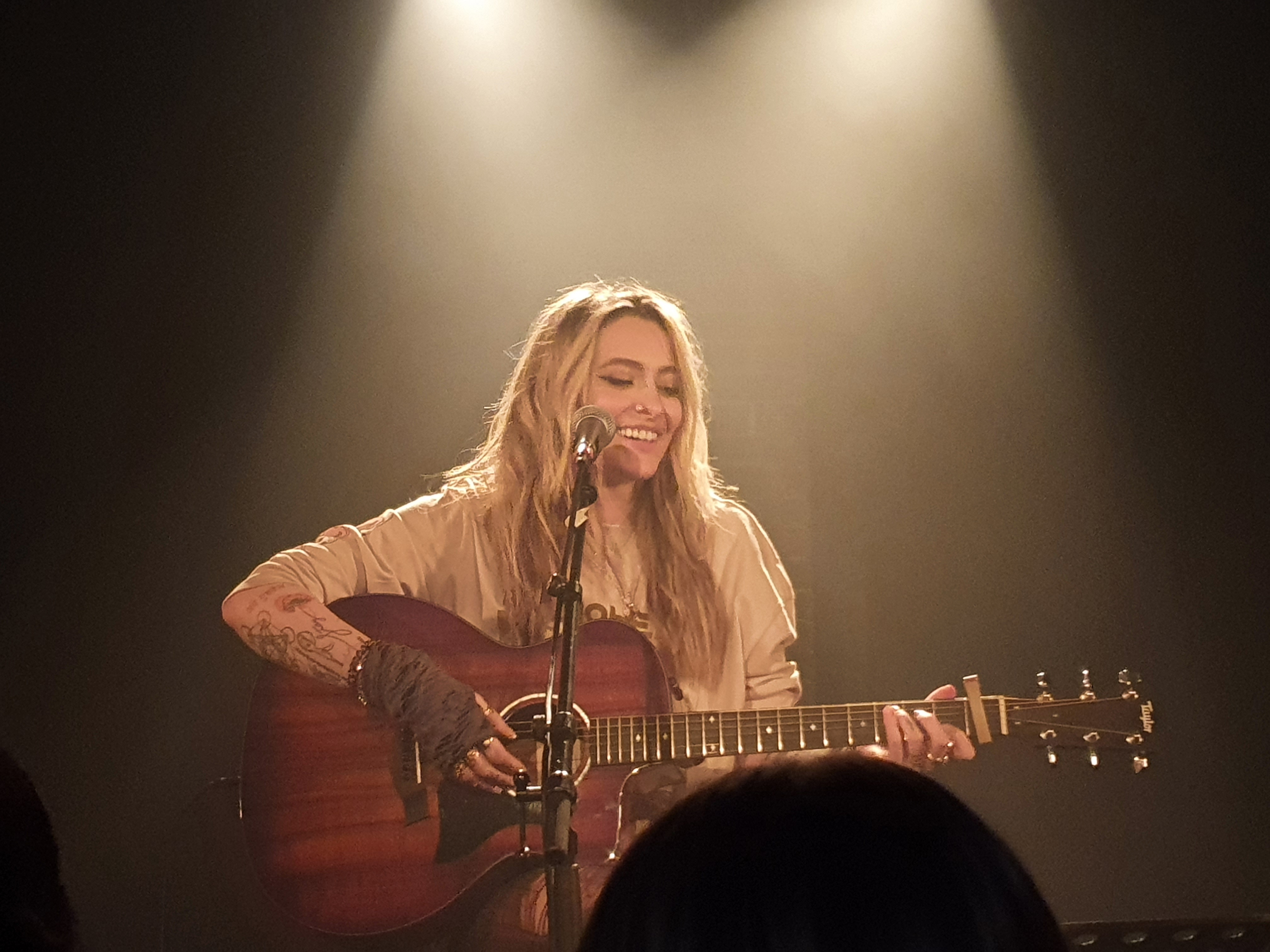
Paris Jackson sur scène le 5 mars 2022 à La Maroquinerie, Paris (France)

Elle est l'une des personnalités à participer au dernier défilé de Jean-Paul Gaultier en janvier 2020 avec Coco Rocha, Amanda Lear, Mylène Farmer, Rossy de Palma, Dita von Teese ou encore Estelle Lefébure,.
Paris Jackson signe un contrat avec Republic Records, son premier single, Let Down est sorti le 29 octobre 2020, ainsi que le clip de la chanson. Son premier album, Wilted sort le 13 novembre 2020. L'album contient un featuring avec Andy Hull sur le morceau Eyelids. L'album a reçu des critiques positives.
Elle se produit à plusieurs reprises en France pour y donner des concerts acoustiques entre 2021 et 2022, dont le 5 mars 2022 à La Maroquinerie, ou encore aux États-Unis en 2023 au cours d'une tournée avec le groupe Incubus, dont une date le 6 octobre 2023 au Hollywood Bowl de Los Angeles,.

## Vie privée
En avril 2013, des tests de paternité sont effectués sur les trois enfants de Michael Jackson (Prince, Paris et Prince Michael Jackson II, dit « Bigi » ou « Blanket ») dans le cadre d'un procès opposant la société AEG, promoteur de la tournée This Is It, à la famille Jackson. Ces tests révèlent début juin 2013 que des trois enfants, seul Prince Michael Jackson II (né d'une PMA et dont l'identité de la mère est restée confidentielle) est l'enfant biologique de Michael Jackson.
Le 5 juin 2013, après avoir écrit une lettre de suicide, Paris Jackson appelle dans la nuit un numéro pour les personnes en détresse, vers 1h30 (heure locale), afin de les alerter sur ses intentions. Paris Jackson tente de se suicider en avalant 22 g d'analgésiques (ibuprofène) et en s'ouvrant le poignet avec un couteau de cuisine. Elle est hospitalisée pour suivre une psychothérapie de juin à septembre 2013 dans une clinique privée hors de Californie. Afin de l'aider à vaincre sa dépression, elle est ensuite envoyée dans une école thérapeutique de l'Utah où elle passe ses deuxième et troisième années de lycée.
En 2017, elle révèle avoir subi une agression sexuelle à l'âge de 14 ans et avoir commis plusieurs tentatives de suicide. Elle déclare par ailleurs qu'elle se considère comme « noire » car elle a été immergée depuis son enfance dans la culture afro-américaine, notamment grâce à son père.
À la fin de l'année 2018, elle est de nouveau internée pour sa santé mentale.
En 2015, Paris fréquente le footballeur Christopher Hanke, puis l'année suivante elle fréquente Michael Snoddy[source secondaire souhaitée].
Le 13 juillet 2018, elle révèle sa bisexualité. De mars à avril 2018, elle fréquente le mannequin Cara Delevingne qu'elle a rencontré en mai 2017.
Paris Jackson pourrait souffrir, selon les déclarations d'une maquilleuse en 2017, d'une affection oculaire rare, qui, sans affecter sa vue, lui conférerait des yeux extrêmement bleus. Cette affection est liée au syndrome de Waardenburg de type 2 qui peut également affecter la pigmentation de la peau.
De novembre 2018 à août 2020, elle vit une histoire d'amour avec Gabriel Glenn, avec qui elle forme également le groupe de musique « The Soundflowers».
Depuis 2022, Paris Jackson partage sa vie aux côtés de Justin Long, producteur de musique, avec qui elle est désormais fiancée.
En 2022 à Broadway, puis en 2024 à Londres, elle fait une rare apparition aux côtés de ses deux frères, Prince et Bigi Jackson, pour assister à l'inauguration de la comédie musicale « MJ The Musical », créée en hommage à leur père.

## Discographie

### Albums studio
- 2020 : Wilted

### EPs
- 2020 : The Soundflowers
- 2022 : The lost ep

### Singles
| Année | Single   | Meilleure position | Certifications | Album  |
| Année | Single   | FR                 | Certifications | Album  |
| ----- | -------- | ------------------ | -------------- | ------ |
| 2020  | Let Down | —                  | —              | Wilted |

## Filmographie

### Cinéma
- 2018 : Gringo de Nash Edgerton : Nelly
- 2020 : The Space Between de Rachel Winter : Cory
- 2021 : Habit de Janell Shirtcliff : Jesus
- 2022 : Sex appeal : Danica McCollum
- 2025 : One Spoon of Chocolate de RZA

### Télévision
- 2003 : Living with Michael Jackson : elle-même (documentaire)
- 2003 : Michael Jackson's Private Home Movies : elle-même (television special)
- 2016-2018 : Star : Rachel Wallace (4 épisodes)
- 2019 : Scream: Resurrection : Becky (épisode 1)
- 2020 : Unfiltered: Paris Jackson & Gabriel Glenn : elle-même (documentaire)
- 2021 : American Horror Stories : Maya (saison 1, 3 épisodes)
- 2023 : Swarm : Hailey (1 épisode)
- 2025: Doctor Odyssey: Vanessa (épisode 13)

### Prestations live
- 2020 : Let Down (Live on Jimmy Kimmel Live!)

## Distinctions
| Année | Type               | Prix                          | Résultat   |
| ----- | ------------------ | ----------------------------- | ---------- |
| 2017  | Daily Front Row    | Prix des talents émergents    | Lauréat    |
| 2017  | Teen Choice Awards | Femme la plus sexy de l'année | Nomination |
| 2017  | Teen Choice Awards | Mannequin de l'année          | Nomination |